# Сан Диего (окръг)
Сан Диего (на английски: San Diego) е окръг в Калифорния. Окръжният му център е град Сан Диего.

## Население
Окръг Сан Диего е с население от 2 813 833.(2000)

## География
Окръг Сан Диего е с обща площ от 11 721 км² (4526 мили²).

## Градове
Някои градове в окръг Сан Диего:
- Виста
- Дел Мар
- Ел Кахон
- Енсинитас
- Ескондидо
- Импириъл Бийч
- Карлсбад
- Коронадо
- Ла Меса
- Лемън Гроув
- Оушънсайд
- Пауей
- Сан Диего
- Сан Маркос
- Сентий
- Солана Бийч
- Чула Виста